# Villa Paul Poiret
Villa Paul Poiret in Mézy-sur-Seine i departementet Yvelines i Frankrike är en privatvilla i kubistisk, senare Art décostil, som ritades av arkitekten Robert Mallet-Stevens åt modeskaparen Paul Poiret 1921.
Villan, som ligger i en 5 hektar stor park väster om Paris med utsikt över Seinedalen, är byggd av armerad betong i geometriska former. Dess 25 rum är fördelade på tre våningar och en yta på 800 kvadratmeter.
Avsikten var att villan skulle vara klar till olympiska sommarspelen 1924 i Paris men den blev försenad. Poirot flyttade aldrig in i huset och efter modehusets  konkurs förföll det. År 1930 såldes villan till skådespelaren Elvire Popesco, som anlitade arkitekt Paul Boyer för att bygga om den i fartygsstil. Fönstren ändrades till ventiler och terrasserna rundades av. Popesco bodde i Villa Poul Poiret från 1938 till 1985. 
År 2006 övertogs villan, som hade utsetts till Monument historique år 1984, av fastighetsutvecklare Laurent Brun. Den har renoverats och är idag privatbostad. Villa Paul Poiret kan besökas under Journées de Patrimoine (Kulturarvsdagarna) varje år i september.